# Národní fronta Abcházie pro rozvoj a spravedlnost
Národní fronta Abcházie pro rozvoj a spravedlnost (abchazsky Аԥсны жәлар рыфронт аиашареи аҿиареи рзы, rusky Народный Фронт Абхазии за Справедливость и Развитие), zkráceně Národní fronta Abcházie (Аԥсны жәлар рыфронт), je republikánská politická strana v Abcházii, jež vznikla v roce 2015.

## Dějiny
Zakladatelé Národní fronty Abcházie pro rozvoj a spravedlnost uspořádali na 24. září 2015 ustavující sjezd v abchazském hlavním městě Suchumi. V jeho průběhu byli za spolupředsedy zvoleni Laša Sakanija, Beslan Kamkija, Suren Roganjan a Manana Kvicinijová. Spolu s nimi bylo postaveno do funkce členů politické rady patnáct dalších osob. V následujících dnech a týdnech své členství ve straně zaregistrovalo celkem 1057 členů. Většina jich byla ve věku do 30 let. Strana při svém vzniku deklarovala nespokojenost s politickou situací ve státě, jenž existuje již 22 let, a potýká se s problémy ve všech sférách. Proto strana do svých řad nalákala zejména mladé lidi, aby se zasadily aktivně o nápravu poměrů, a nikoliv pouze kritikou vládní moci. Svůj program strana shrnula v těchto bodech:
- poskytnout pomoc státní moci v budování abchazské občanské společnosti na bázi spravedlnosti, svobody, práva a demokracie;
- zformování střední třídy v Abcházii, jejíž existence je dle názoru strany nezbytnou podmínkou pro stabilní, progresivní a spravedlivý rozvoj;
- ozdravení a zefektivnění ekonomiky státu Abcházie prostřednictvím legalizace šedého sektoru a zátěž zdanění přenést na osobu zodpovědné osoby, vlastníka;
- utváření občana Abcházie v duchu zodpovědného vlastníka a plátce daní, který je hlavním subjektem státního hospodářství;
- vytvoření moderního národního hospodářství Abcházie, založeného na vyváženém poměru státních, veřejných i soukromých zájmů;
- oddělení moci a majetku, neboť stát funguje efektivně, pokud vykonává výhradně veřejné funkce a chrání veřejný zájem;

– utvoření občanské mezinárodní politické identity, jež se stane garantem zavádění principů moderní ústavnosti v Abcházii.
Po založení strany ale abchazské ministerstvo spravedlnosti nalezlo několik chyb v dokumentech založení strany, a tak musela strana uspořádat druhý sjezd 20. ledna 2016, kterého se účastnilo 65 delegátů. Zde byla čtveřice spolupředsedů potvrzena ve funkci a byl vybrán pátý spolupředseda Ilja Šadanija. Na tomto sjezdu se strana usnesla na nezbytnosti utvoření silné střední třídy pro zajištění stability země. Spolupředseda Laša Sakanija podotkl, že ačkoliv je tato strana opoziční silou, ale konstruktivní, jež bude předkládat vlastní návrhy řešení problémů. Spolupředsedové odsoudili násilné události z roku 2014 a poděkovali bývalému prezidentovi Aleksandru Ankvabovi, že svou rezignací tehdy odvrátil krveprolití. Nové moci prezidenta Raula Chadžimby hodlali poskytnout čas, neboť problémy země nelze vyřešit přes noc, ale kritizovali pokusy zavést v zemi daň z přidané hodnoty k zalepení děr v rozpočtu, neboť dle jejich názoru na toto opatření není podnikatelská sféra v Abcházii připravena.
V roce 2017 strana nominovala tři své spolupředsedy ke kandidatuře do parlamentních voleb. Žádný však neuspěl.